# Hasta la victoria siempre (película)
Hasta la victoria siempre es una película argentino-española histórica-biográfica dirigida por Juan Carlos Desanzo, escrita por Martín Salinas y protagonizada por Orestes Pérez, Marcos Schuler, Simón Andreu y Antonio Gamero. Fue filmada parcialmente en Cuba y en la provincia de Jujuy en Argentina. Se estrenó el 9 de octubre de 1997.

## Sinopsis
Biografía de Ernesto "Che" Guevara.

## Reparto
- Alfredo Vasco
- Orestes Pérez
- Marcos Schuler…Alberto Granado
- Simón Andreu…Dr. Gracián
- Antonio Gamero
- María Isabel Díaz…Hilda Gadea
- Blanca Rosa Blanco…Aleida March
- Jorge Ferrera…Nico López
- Patricio Wood
- Edwin Fernández…Ministro 1
- Luis Manuel de Armas
- José Luis Alfonzo…Monge
- Juan Rao
- Daniel Reyes …Camionero
- Mauro Altschuler
- Víctor Hugo Carrizo...Huanca

## Comentarios
J.G. en El Amante del Cine  escribió:

«Un guion que está por debajo de cualquier texto de la colección Billiken, un reparto imposible (que incluye un Fidel Castro que parece el hermano de Woody Allen y un didactismo de una mentalidad apabullante anulan cualquier posibilidad de verosimilitud.»

Jorge Carnevale en Noticias dijo:

«No pasa de una digna y respetuosa ilustración de la trayectoria del personaje.»

Manrupe y Portela escriben:

«Un didactismo primerizo y una sustancia ideológica de la boca para afuera, son las características principales de esta película que apela a los grandes hechos y se olvida de los pequeños, con un tono de líneas más que de colores, de fechas más que de volúmenes, de historia fáctica más que de campo histórico..»